# 2 Pułk Pomiarów Artylerii (kadrowy)
2 Pułk Pomiarów Artylerii (kadrowy) – oddział rozpoznania pomiarowego artylerii Polskich Sił Zbrojnych.

## Formowanie i zmiany organizacyjne
Pułk został sformowany na podstawie rozkazu L.dz.150/Tjn./Org./45 Szefa Sztabu Naczelnego Wodza z dnia 5 lutego 1945 roku w sprawie „Organizacji i formowania I Korpusu”  i rozkazu uzupełniającego z dnia 27 lutego 1945, jako jednostki w formie skadrowanej, używającego nazwy „kadra 2 pułku pomiarów artylerii”j, jako organiczna jednostka artylerii I Korpusu Polskiego. Rozformowany został w styczniu 1946 r.